# Église Saint-Paul de Gorhey
Pour les articles homonymes, voir Église Saint-Paul.
L'église Saint-Paul est une église catholique située à Gorhey, en France.

## Localisation
L'église est située dans le département français des Vosges, sur la commune de Gorhey.

## Historique
L'édifice est inscrit au titre des monuments historiques par arrêté du 20 janvier 1989 ainsi que le mur d'enceinte du cimetière. Le chœur de l'église, son transept et la tour sont classés par arrêté du 23 août 1990.